# Reloj de carruaje

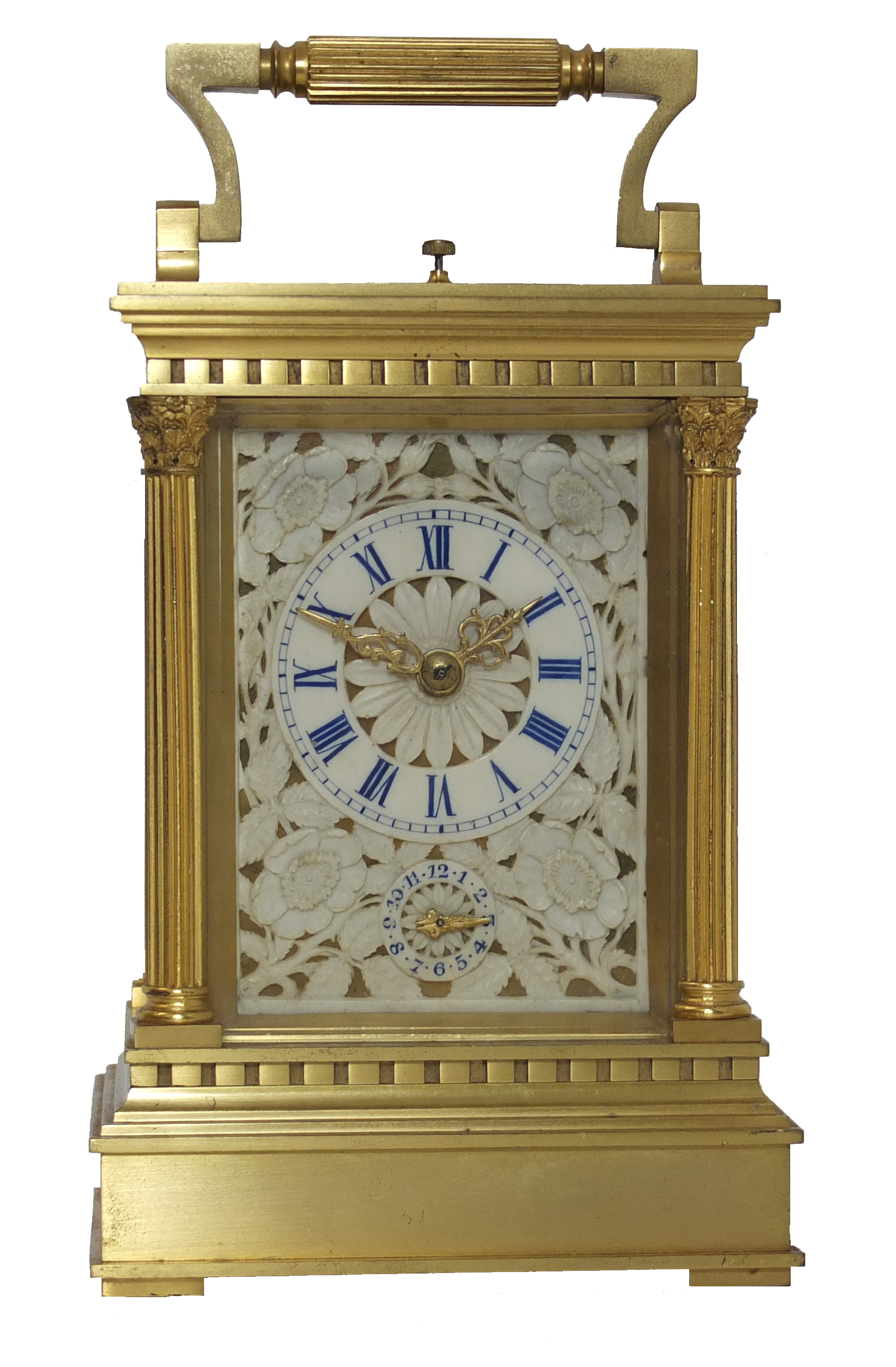
Reloj carruaje, Armand Couaillet

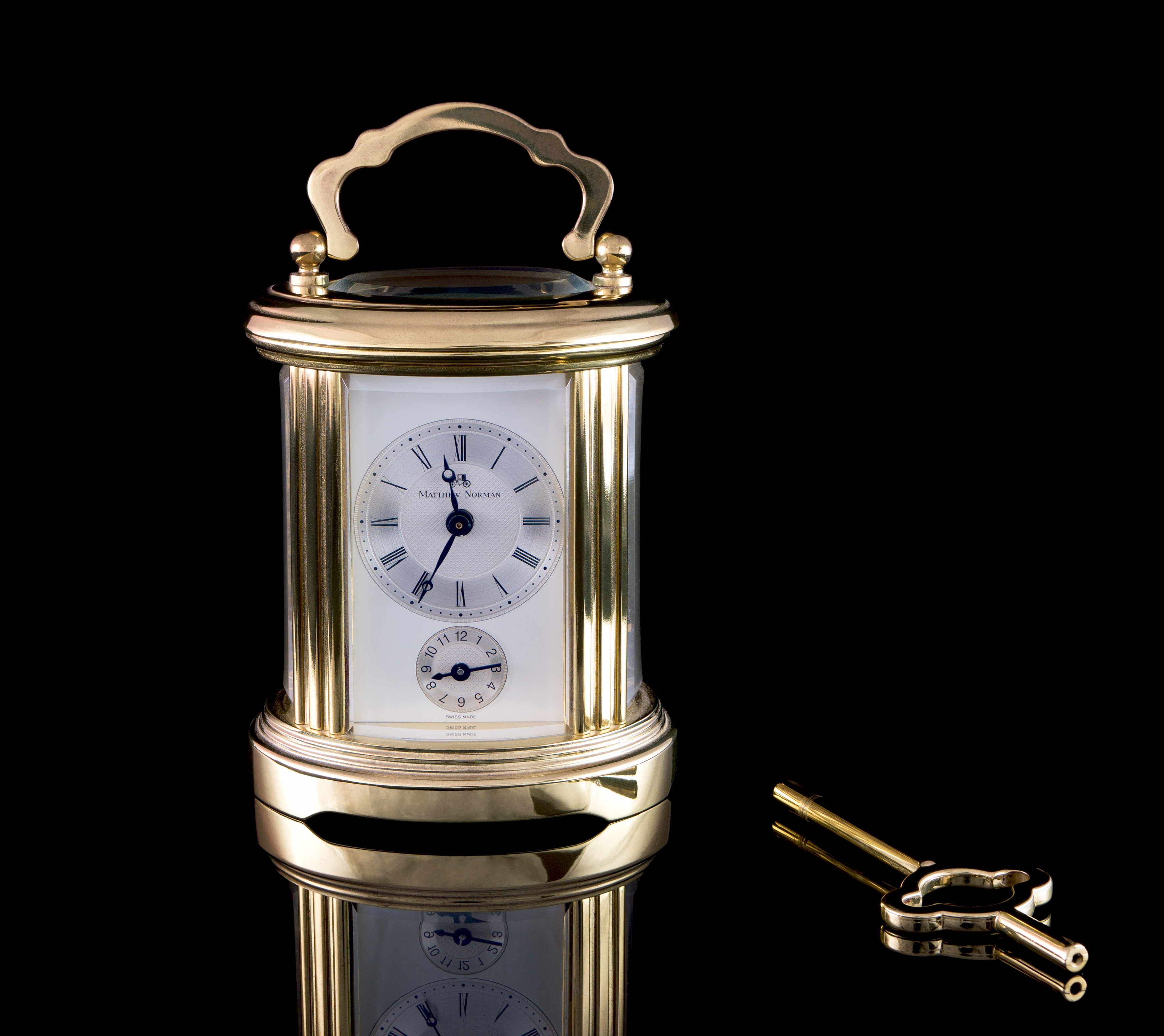
Reloj de carruaje Matthew Norman con llave de cuerda

Un reloj de carruaje es un pequeño reloj accionado por muelle, diseñado para viajar, desarrollado a principios del siglo XIX en Francia . El primer reloj de carruaje fue inventado por Abraham-Louis Breguet para el emperador Napoleón en 1812. La caja, generalmente lisa o de latón dorado, es rectangular con un asa de transporte y, a menudo, con paneles de vidrio o, más raramente, de esmalte o porcelana . Una característica de los relojes de carruaje es el escape de la plataforma, a veces visible a través de una abertura vidriada en la parte superior de la caja. Los relojes de carruaje utilizan una balanza y un resorte de equilibrio para el cronometraje y reemplazan el reloj de soporte de péndulo más grande. La fábrica de Armand Couaillet, en Saint-Nicolas d'Aliermont, Francia, fabricó miles de relojes de carruaje entre 1880 y 1920.
En el pasado, un reloj de carruaje ha sido un regalo tradicional de los empleadores al personal jubilado o con muchos años de servicio. Sin embargo, en los tiempos modernos, con patrones de trabajo cambiantes y deseos cambiantes, ya no se suele hacer.